# Final-σ-Algebra
Die Final-σ-Algebra, auch Bild-σ-Algebra genannt, ist ein spezielles Mengensystem, genauer eine σ-Algebra, in der Maßtheorie. Die zu  einer vorgegebenen Familie von Funktionen gebildete Final-σ-Algebra ist das größte Mengensystem auf der gemeinsamen Zielmenge dieser Funktionen, bezüglich der diese sämtlich messbar sind. Somit bildet das Konzept der Final-σ-Algebra das Pendant zum Konzept der Initial-σ-Algebra, welche die  kleinste σ-Algebra auf der Definitionsmenge darstellt, bezüglich der alle Funktionen der vorgegebenen Funktionenfamilie messbar sind. Ein analoges Konzept findet sich in der Topologie; hier sind die Initialtopologie bzw. die Finaltopologie die gröbste bzw. feinste Topologie auf der Definitionsmenge bzw. Zielmenge, bezüglich der alle Funktionen der vorgegebenen Funktionenfamilie stetig ist.

## Definition
Für eine beliebige Indexmenge seien Messräume {\displaystyle (X_{i},{\mathcal {A}}_{i})} gegeben sowie Abbildungen {\displaystyle f_{i}\colon X_{i}\to X} für eine beliebige Menge {\displaystyle X}. Dann heißt die σ-Algebra
{\displaystyle {\mathcal {F}}(f_{i},\,i\in I):=\bigcap _{i\in I}\{A\subset X\,|\,f_{i}^{-1}(A)\in {\mathcal {A}}_{i}\}}
die Final-σ-Algebra der Abbildungen {\displaystyle f_{i}} auf {\displaystyle X}.

## Eigenschaften
- Ist ein weiterer Messraum {\displaystyle (Y,{\mathcal {A}}^{*})} gegeben und eine Funktion {\displaystyle g\colon X\to Y}, so ist {\displaystyle g} genau dann {\displaystyle {\mathcal {F}}(f_{i},\,i\in I)} - {\displaystyle {\mathcal {A}}^{*}}-messbar, wenn die Kompositionen {\displaystyle g\circ f_{i}} alle {\displaystyle {\mathcal {A}}_{i}} - {\displaystyle {\mathcal {A}}^{*}}-messbar sind.